# Khon Kaen (província)
Khon Kaen é uma província da Tailândia. Sua capital é a cidade de Khon Kaen.

## Distritos
A província está subdividida em 20 distritos (amphoes) e 6 subdistritos (king amphoes ). Os distritos e subdistritos estão por sua vez divididos em 198 comunas (tambons) e estas em 2139 povoados (moobans).

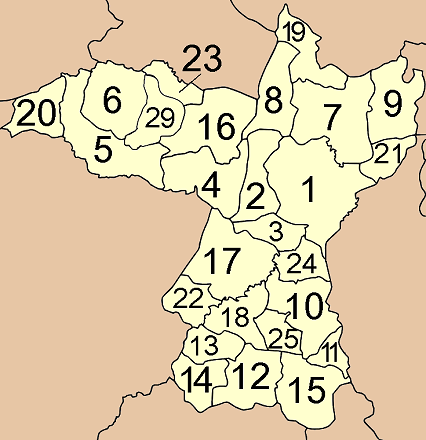
Distritos da província

| Amphoe | | King Amphoe                                                                       |
| --- | --- | --------------------------------------------------------------------------------- |
| 1. Khon Kaen 2. Ban Fang 3. Phra Yuen 4. Nong Ruea 5. Chum Phae 6. Si Chomphu 7. Nam Phong 8. Ubolratana 9. Kranuan 10. Ban Phai | 1. Pueai Noi 2. Phon 3. Waeng Yai 4. Waeng Noi 5. Nong Song Hong 6. Phu Wiang 7. Mancha Khiri 8. Chonnabot 9. Khao Suan Kwang 10. Phu Pha Man | 1. Sam Sung 2. Khok Pho Chai 3. Nong Na Kham 4. Ban Haet 5. Non Sila 1. Wiang Kao |